# 手厥阴心包经

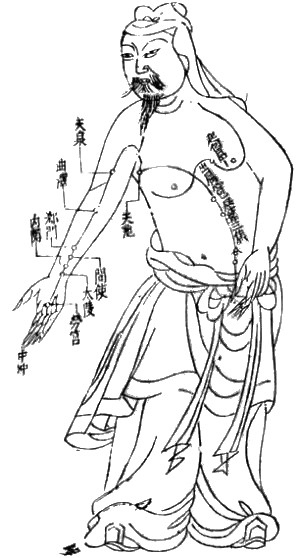
手厥陰心主經

手厥陰心主經（Pericardium Meridian of Hand-Jueyin，PC）是一條經脈，十二正经之一，与手少陽三焦經相表里。本經起於天池，止於中衝，左右各9個腧穴。

## 经脉循行
起于胸中，出属心包络，向下通过横隔，从胸至腹，依次联络上、中、下三焦。
胸部支脉：沿着胸中，出于胁部，至腋下3寸处（天池），上行抵腋窝中，沿上臂内侧正中，行于手太阴和手少阴之间，进入肘窝中，向下行于前臂掌长肌腱与桡侧腕屈肌腱之间，进入掌中，沿着中指到指端（中冲）。
掌中支脉：从劳宫分出，沿着无名指尺側到指端，与手少阳三焦经相接。

## 主治概要
本经主要治疗心、胸、胃、神志病证。如心痛、心悸、胃痛、呕吐、胸痛、癫狂、昏迷及经脉循行部位的病变。

## 腧穴
1. 天池
2. 天泉
3. 曲澤，合穴
4. 郄門，郄穴
5. 間使，經穴
6. 內關，絡穴，八脈交會穴，通阴维脉
7. 大陵，輸穴，原穴
8. 勞宮，滎穴
9. 中衝，井穴